# Гадельша
Гадельша́ (башк. Ғәҙелша, рос. Гадельша) — водоспад на Південному Уралі, розташований в межах Республіки Башкортостан (Росія). Знаходиться у верхів'ях річки Худолаз, що протікає у відрогах гірського хребта Ірендик. Загальна висота перевищує 15 м, за цим показником Гадельша визнаний найвищим водоспадом Башкортостану.
17 серпня 1965 року оголошений гідрологічною пам'яткою природи. Належить до популярних туристичних об'єктів. Відомий також під місцевими назвами Туяля́с, Туяла́с, Туаля́с та Ібрагі́мовський водоспа́д. Перші три варіанти походять від башкирської назви Худолаза.

## Географія

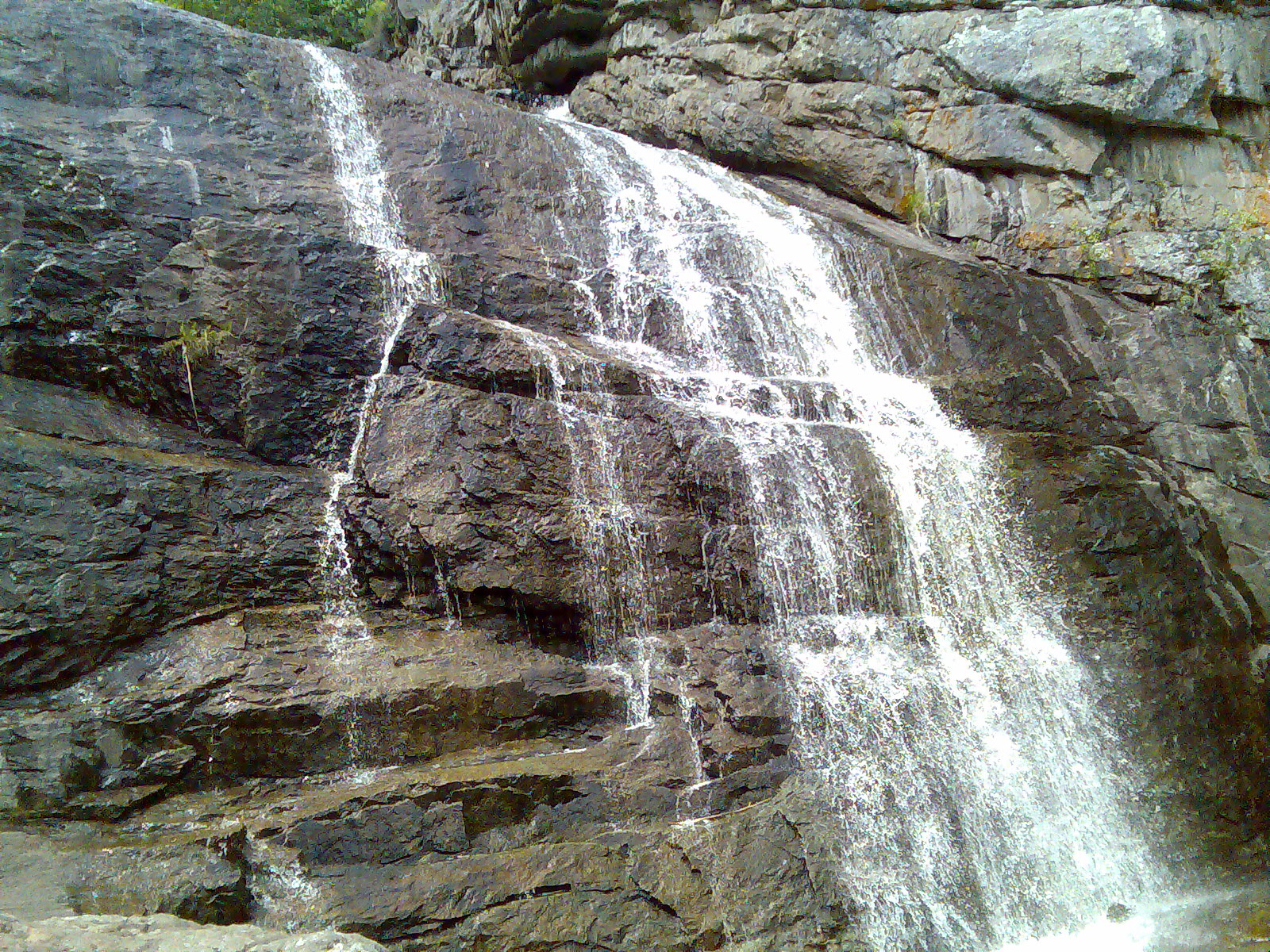
Нижній уступ Гадельша.

Адміністративно водоспад Гадельша розташований у Баймацькому районі Башкортостану на землях Баймацького лісництва. До нього наближені однойменний присілок (нині покинутий), що лежить за 6,5 км на захід — південний захід від водоспаду, і присілок Абзаково, який знаходиться за 4 км у південно-західному напрямку. Крім того, на цій же лінії за 1,5 км від водоспаду збудована база відпочинку Башкирського мідно-сірчаного комбінату.
З точки зору фізичної географії Гадельша розташований на східному схилі (відрозі) хребта Ірендик, неподалік від гірської вершини Яманташ («Поганий Камінь»). Гірський хребет у цьому місці формують вулканогенні (еффузивні) породи нижнього і середнього девону, так звана ірендицька свита. Власне уступи самого Гадельша утворені тріскуватими гірськими породами, складеними кременистими сланцями, порфіритами і туфами.

## Гідрологія

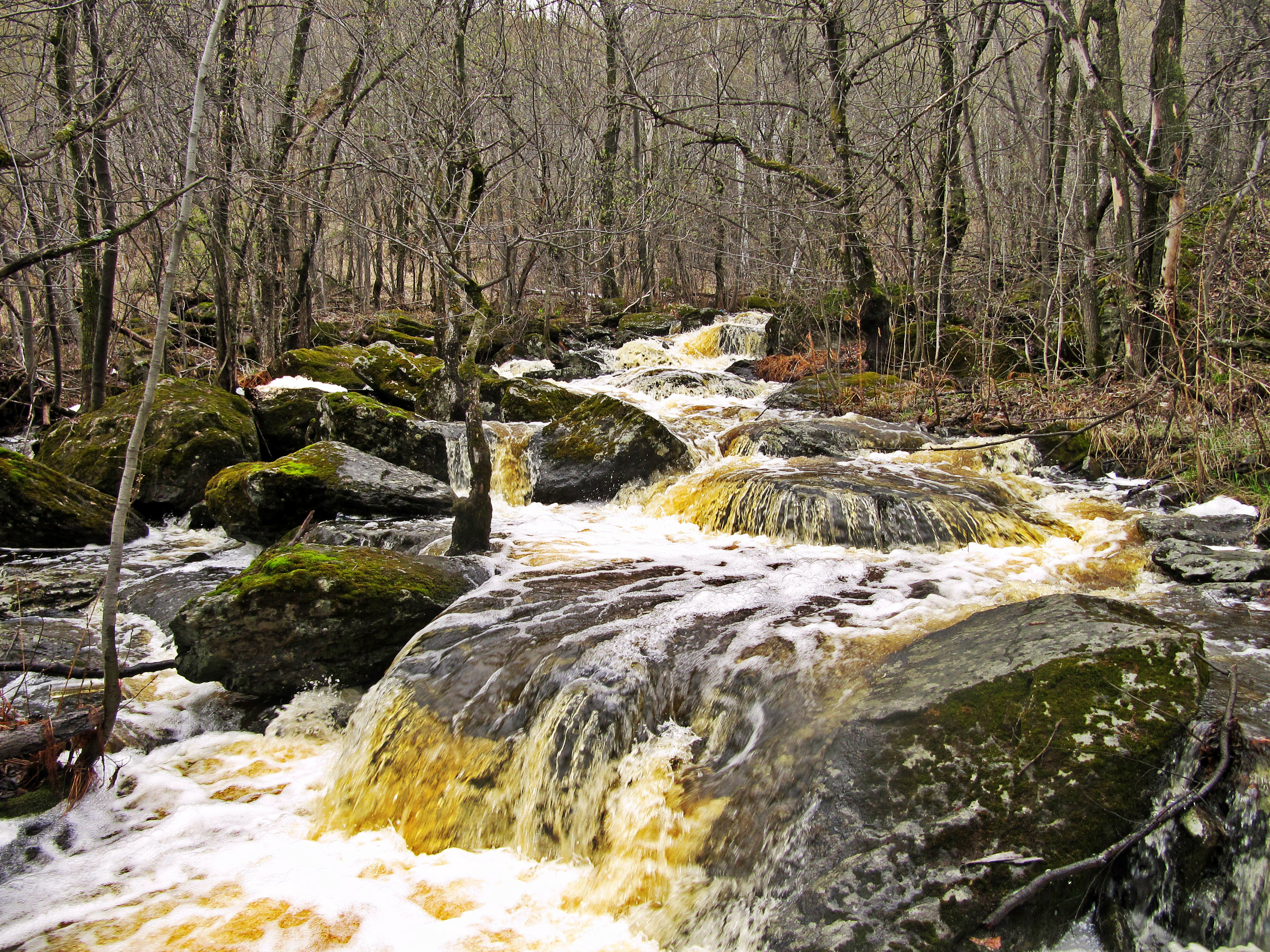
Пороги Худолазу нижче водоспаду.

Водоспад утворений течією річки Худолаз, яка є правою притокою Уралу. Він належить до водоспадів каскадного типу, складається з трьох уступів. Загальна висота Гадельша перевищує 15 м (але не більше 20 м), за цим показником він найвищий на Південному Уралі. Перший уступ Гадельша пологий і не перевищує у висоту 1,2 м, ним вода стікає наче похилим жолобом. Другий і третій уступи заввишки по 7 м кожен, обидва круті, вода, стікаючи ними, розбивається на окремі струмені. Як і в більшості гірських водоспадів потужність Гадельша сильно різниться в залежності від пори року. Найбільший обсяг води проходить через нього навесні, коли триває танення снігу на вершинах, в цей час водоспад особливо гарний. Влітку і восени витрата води в ньому набагато менша, але навіть за літньою оцінкою його дебіт становить 10 л/с. Взимку цей водоспад замерзає.

## Значення
Водоспад Гадельша належить до найвідоміших природних об'єктів Башкортостану. Більшість туристів відвідує його самостійно в рамках одноденної поїздки. Околиці водоспаду входять до рекреаційної зони бази відпочинку. Територія навкруги нього вкрита лісом, що складається з беріз і осик з домішкою модрини і реліктових (для Башкортостану) в'язів гладкого і шорсткого. На оголених гірських схилах розвинута степова і каменелюбна рослинність. На цих ділянках трапляються такі рідкісні види як ковила Залеського і пірчаста, півники сибірські, рябчик руський, шиверекія подільська, Potentilla sericea тощо. Нижче Гадельша течію Худолазу перекриває каскад із ще декількох уступів (порогів), хоча і значно нижчих за нього, але також мальовничих. В околицях водоспаду знайдені поклади напівкоштовного каміння — яшми.
Враховуючи велике естетичне, наукове і рекреаційне значення цього витвору природи Постановою Ради Міністрів Башкирської АРСР від 17 серпня 1965 року водоспад оголошено гідрологічною природною пам'яткою. Показово, що разом із заказником «Популяція часнику скісного на хребті Ірендик» Гадельша залишається одним з двох природоохоронних об'єктів у Баймацькому районі, який загалом бідний на пам'ятки природи. Задля кращої охорони водоспаду навколо нього пропонують виділити охоронну зону площею 2 га. Водоспад Гадельша планують включити включити в запроєктований природний парк «Ірендик».
Краєвиди водоспаду в різні пори року